# Juan Alfonso Valle
Juan Alfonso Valle (1º gennaio 1905 – ...) è stato un calciatore peruviano.

## Carriera
In carriera, Valle giocò per l'Italiano Lima e per il Perù con il quale disputò il Mondiale 1930.